# コードロン兄弟

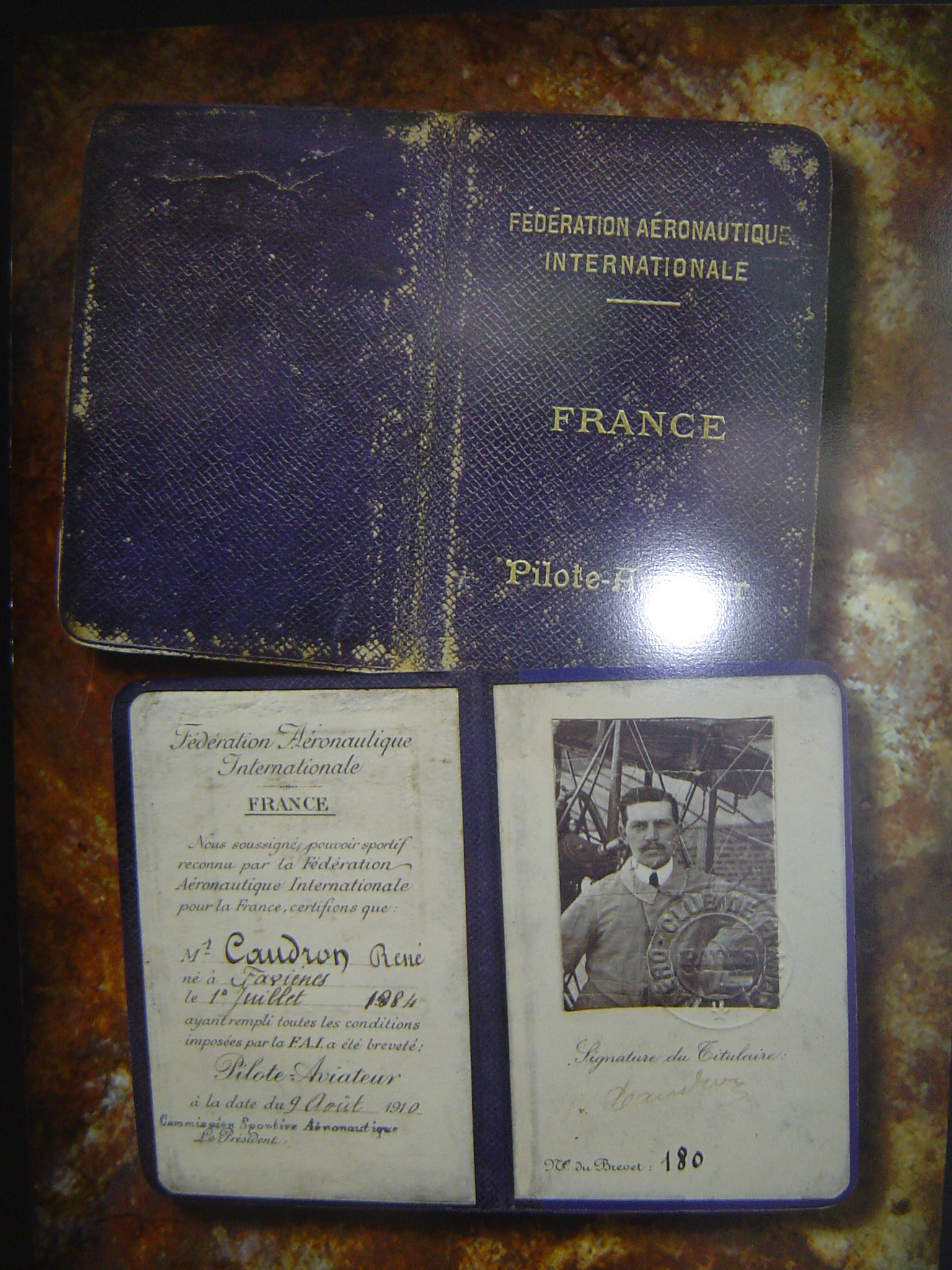
ルネ・コードロンの飛行免許

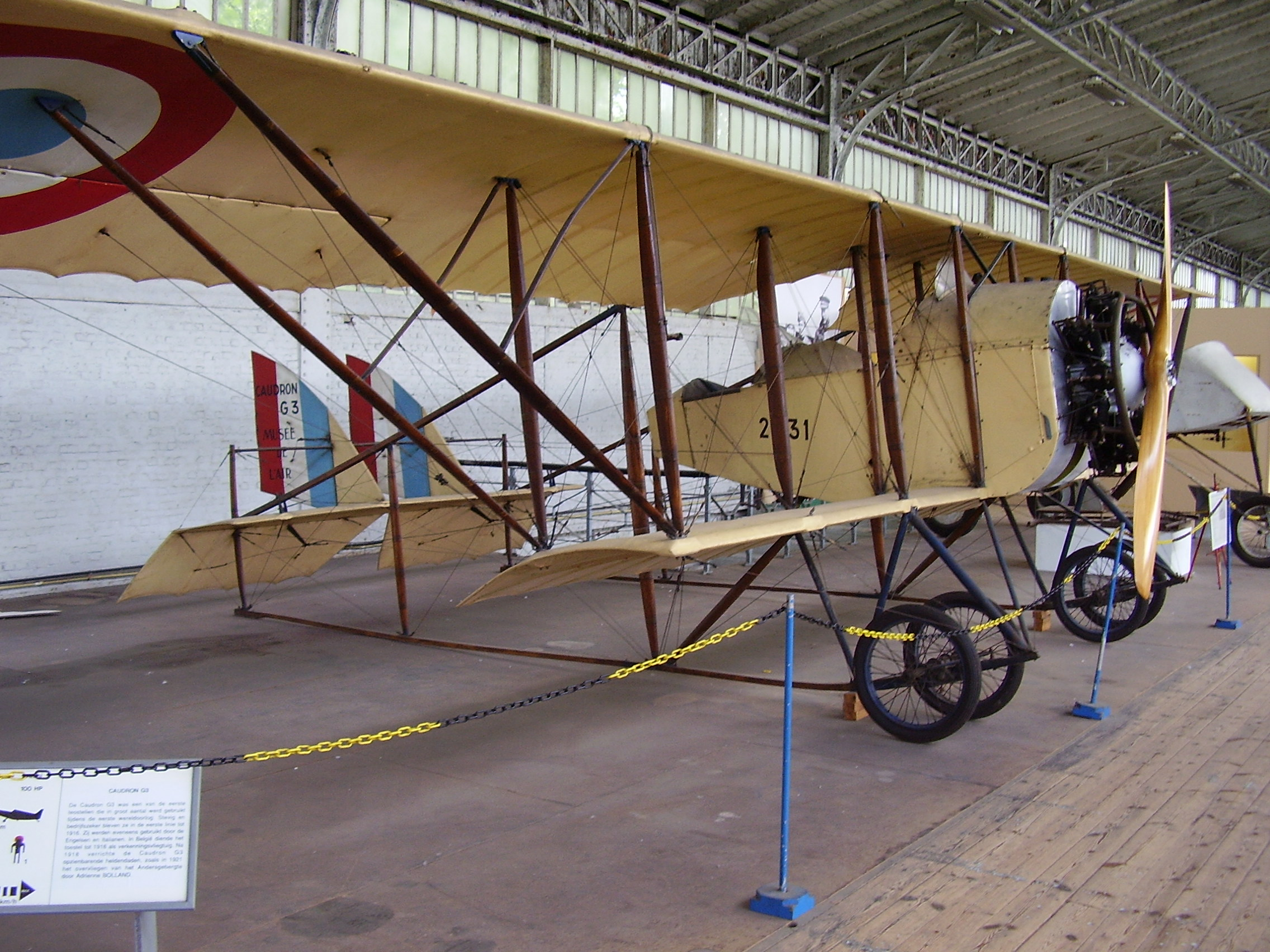
コードラン G3

コードロン兄弟（ガストン・コードロン、Gaston Caudron 、1882年1月18日 - 1915年12月10日、ルネ・コードロン、René Caudron 、1884年7月1日 - 1959年9月27日）はフランスの航空の先駆者である。フランスに飛行学校を作り、航空機メーカー、コードロン兄弟飛行機を設立した。

## 生涯
ソンム県に生まれた。熱心に飛行に取り組み、1908年の夏、グライダー、Romiotte 1を製作した。1909年春、クロトワ（Crotoy ）からポントワール（Ponthoile ）までの数kmを馬で牽引されたグライダーで飛行した。1909年に会社、コードロン兄弟飛行機（Aéroplanes Caudron Frères ） をクロトワに作り、1910年にSociété des avions Caudronと改名された。1910年に着陸が比較的安全な砂地のある海岸の町クワトロにフランス最初の飛行学校を作った。1910年7月10日、フランス北部の町、ル・テュケ＝パリ＝プラージュに最初に着陸し、市長からメダルを贈られた。1910年8月7日にルネが飛行免許（#180）、1911年3月3日にガストンが、飛行免許（#434）を取得した。1913年、飛行学校は軍パイロットの養成も行ない、またその年、中国に初の飛行学校を創立し、飛行学校で使う12機のコードロンG3は輸送中に中国本土の飛行禁止地域を飛行した。第一次世界大戦中に、フランス軍のために偵察機を開発した。工場は最前線に近い場所であったので、ソンム県から、イシー＝レ＝ムリノーとリヨンに工場を移した。
1915年にガストンはコードロン R4の試験飛行中に事故死した。第一次世界大戦後、コードロンの製作したコードロン G3で女性パイロット、アドリエンヌ・ボーランが4,500mのアンデス山脈を越える飛行を行なうなど、民間の記録飛行に用いられた。1933年7月1日に、コードロンは自動車会社ルノーの創立者ルイ・ルノーに買収され、コードロン・ルノーとなった。ルネ・コードロンは1939年に会社を退職した。